# 州司令部
州司令部（しゅうしれいぶ、ドイツ語：Landeskommando、略称：LKdo）は、ドイツ連邦軍が組織するドイツ連邦共和国の州（連邦州）領土防衛組織の中核的指揮機関で、戦力基盤軍に所属している。州司令部はザールラント州（唯一の例外でザールルイに配置）を除く15個の各州都ごとに配置されている。2007年に解散した防衛地区司令部（VBK）を母体に編制された。ベルリン駐屯司令部（StOKdo Berlin）も指揮階梯上、同列として取り扱われ、州司令部の機能を保持している。指揮階梯は旅団級コマンドとなっている。

## 任務
州司令部は、ドイツ連邦軍と州政府との間で交わされる全支援遂行の機能についての連絡窓口としての役割がある。州司令部は州政府からの支援要請を統括・評価し、防衛管区司令部（WBK）が事前準備を実施できるよう、これに対して責任を負う。大災害事態z.Bでは、文民機構に優先権が定められ、これに基づいて関係各機関と調整し連邦軍の受付業務と実施部隊出動のために準備をする。これは、文民機構側の中心的対応責任者との間で軍事情勢について協議し、運用可能な連邦軍部隊を提供する。隷属する下位組織は、行政管区当局との調整を担当する「行政管区連絡本部（BVK）」、郡（Landkreis）や独立市当局との調整を担当する「郡連絡本部（KVK）」がある。行政管区連絡本部と郡連絡本部は現役運用されず、予備役兵の動員で稼働する。
州司令部の主要任務は以下のとおり。
- 災害救助と公的援助の企画、準備および調整。
- 災害出動した連邦軍部隊と責任ある民間組織との業務調整。
- 軍民協力活動の均一的細目事項について行政管区、州郡、独立市の民間部門との業務調整。
- 受入自治体による支援の連絡調整。
- 志願予備役兵業務の独立体制。
- 連邦州と防衛行政当局および連邦国防省文民分野と連邦軍（各独立軍種を含む）の一般関係・報道部門との調整。
- 連邦州ごとに環境問題の質問に対する助言。
- 行政管区連絡本部と郡連絡本部の指揮指導、教育訓練。
- 従属する部署に対する業務指導。

## 組織構造
州司令部は共通する中核構造を持つが、多様な人材が供給され（行政管区当局および州郡と行政管区連絡本部および郡連絡本部との関係）地域事情に則した部および小規模な部門を設け、異なる単位の部隊を従属させている。
行政管区連絡本部および郡連絡本部の予備役兵は州司令部の現役兵から地域機動計画や部隊支援を受ける。これらは、特に大規模災害の初動段階で重要な役割を担っており、平時から連邦軍各部隊の訓練を通じて災害対応組織を育成すべく支援する。

## 州司令部の一覧
| 記章 | 名称                                     | 防衛管区          | 司令部所在地                                                 | 外部リンク    |
| ---- | ---------------------------------------- | ----------------- | ------------------------------------------------------------ | ------------- |
|      | バーデン＝ヴュルテンベルク州司令部       | 第4防衛管区司令部 | シュトゥットガルト、テオドール・ホイス兵営                   | LKdoBW        |
|      | バイエルン州司令部                       | 第4防衛管区司令部 | ミュンヘン、フェルスト・ヴレーデ兵営                         | LKdoBY        |
|      | ブランデンブルク州司令部                 | 第3防衛管区司令部 | ポツダム、ハーフェラント兵営                                 | LKdoBR        |
|      | ブレーメン州司令部                       | 第1防衛管区司令部 | ブレーメン特別市、シャルンホルスト兵営                       | LKdoBRE       |
|      | ハンブルク州司令部                       | 第1防衛管区司令部 | ハンブルク特別市、エーベルト大統領兵営                       | LKdoHH        |
|      | ヘッセン州司令部                         | 第2防衛管区司令部 | ヴィースバーデン                                             | LKdoHE        |
|      | メクレンブルク＝フォアポンメルン州司令部 | 第1防衛管区司令部 | シュヴェリーン、ヴェルダー兵営                               | LKdoMV        |
|      | ニーダーザクセン州司令部                 | 第1防衛管区司令部 | ハノーファー、クルト・シューマッハ兵営                       | LKdoNI        |
|      | ノルトライン＝ヴェストファーレン州司令部 | 第2防衛管区司令部 | デュッセルドルフ                                             | LKdoNW        |
|      | ラインラント＝プファルツ州司令部         | 第2防衛管区司令部 | マインツ、ゲネラル・フェルツォイクマイスター（兵站総監）兵営 | LKdoRP        |
|      | ザールラント州司令部                     | 第2防衛管区司令部 | ザールルイ、グラーフ・ヴェルダー兵営                         | LKdoSl        |
|      | ザクセン州司令部                         | 第3防衛管区司令部 | ドレスデン、アルベルトシュタット兵営                         | LKdoSN        |
|      | ザクセン＝アンハルト州司令部             | 第2防衛管区司令部 | マクデブルク                                                 | LKdoST        |
|      | シュレースヴィヒ＝ホルシュタイン州司令部 | 第1防衛管区司令部 | キール                                                       | LKdoSH        |
|      | テューリンゲン州司令部                   | 第3防衛管区司令部 | エアフルト、リューバーフェルト兵営                           | LKdoTH        |
|      | ベルリン駐屯司令部                       | 第3防衛管区司令部 | ベルリン特別市、ユリウス・レーバー兵営                       | StOKdo Berlin |